# Hadromychus chandleri
Hadromychus chandleri là một loài bọ cánh cứng trong họ Endomychidae. Loài này được Bousquet & Leschen miêu tả khoa học năm 2002.